# Tychy (stacja kolejowa)
Tychy – stacja kolejowa w Tychach, w województwie śląskim, w Polsce. Posiada według klasyfikacji PKP kategorię C.

## Opis

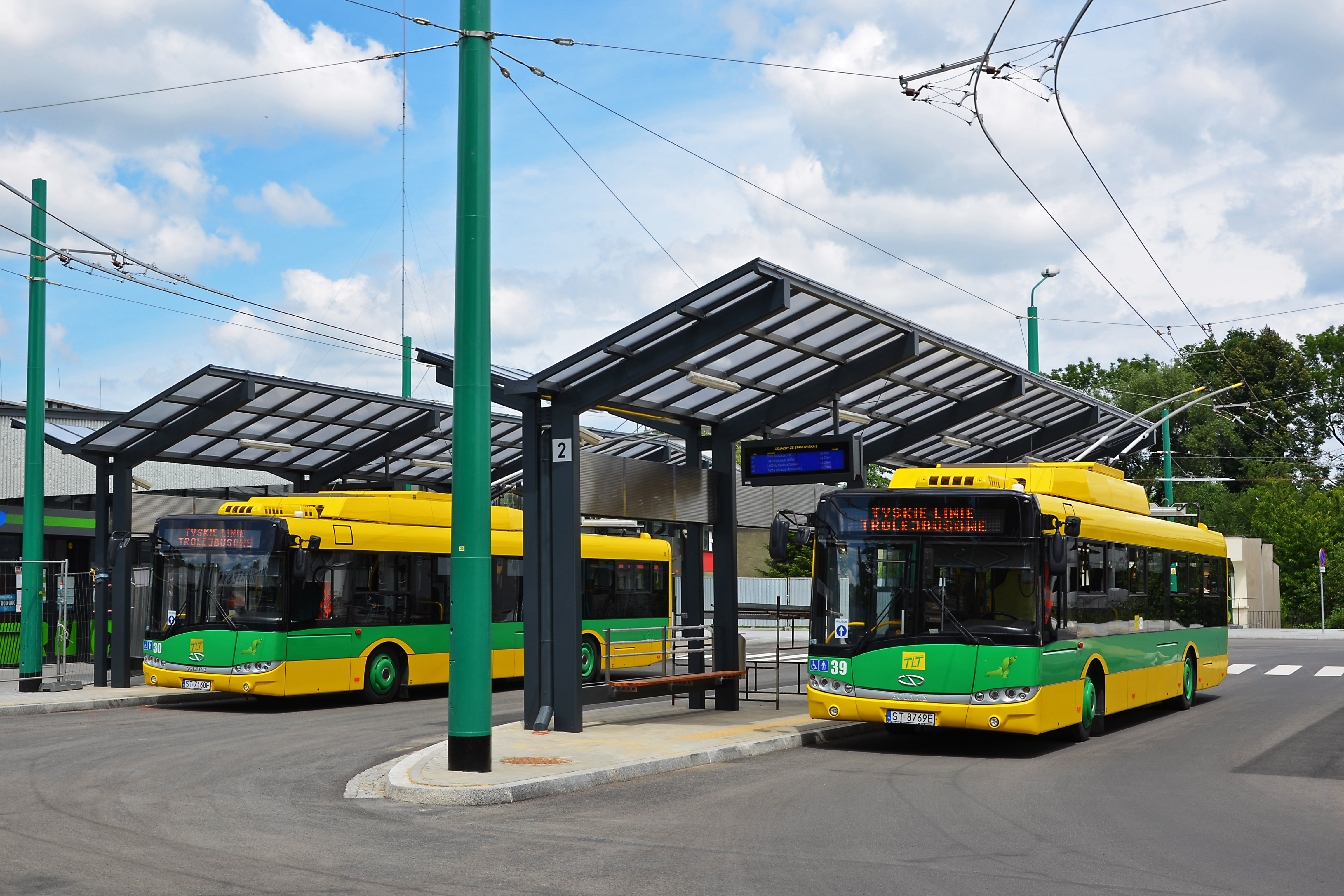
Dwa Solarisy Trollino 12MB na przystanku autobusowym Tychy Dworzec PKP (po lewej stronie widać halę dworca).

Stację obsługują połączenia Szybkiej Kolei Regionalnej, a także połączenia regionalne do większych miast, miejscowości turystycznych i uzdrowiskowych. Przylegający do stacji kolejowej wielostanowiskowy dworzec autobusowy obsługują trolejbusy i autobusy ZTM oraz autobusy dalekobieżne (w tym międzynarodowe).
W latach 2010–2015 wyremontowano halę dworcową, wybudowano przy dworcu nowy dworzec autobusowy oraz wybudowano wielopoziomowy parking P&R. Miasto Tychy dzierżawi budynek dworca do 2039.

## Ruch pasażerski
| Rok  | Wymiana roczna | Wymiana pasażerska na dobę | miejsce w Polsce |
| ---- | -------------- | -------------------------- | ---------------- |
| 2017 | 1 100 000      | 3 100                      | 80               |
| 2018 | 1 170 000      | 3 200                      | 68               |
| 2019 | 1 500 000      | 4 100                      | 68               |
| 2020 | 622 000        | 1 700                      | 95               |
| 2021 | 803 000        | 2 200                      |                  |
| 2022 | 1 130 000      | 3 100                      |                  |